# 塌河
塌河，又称漏沟，位于中国山东省寿光市西部，是小清河右岸最后一条汇入的支流。老塌河自巨淀湖北，屈曲北流至羊口镇刘旺庄（原属卧铺乡）入小清河，全长10.5公里。后因老塌河行洪不畅，1969年于老塌河东，自阳河与织女河相汇处起，开挖一条向东北的新塌河，于羊口镇八面河村东北入小清河。新塌河宽40～60米 ，排洪流量70立方米每秒，全长28.7公里，流域面积1650平方公里。有时也将阳河作为塌河主源。